# فهرست تلفات فرمول یک
این فهرست از تلفات فرمول یک، رانندگانی را که در طول یکی از رویدادهای مسابقات جهانی فدراسیون بین‌المللی اتومبیل‌رانی (فیا) (شامل مراحل تمرین، تعیین خط و مسابقه) کشته شده‌اند، و رانندگانی که در حین راندن خودروهای فرمول یک مدرن یا قدیمی در خارج از مسابقات جهانی کشته شده‌اند را در بر می‌گیرد. مارشال‌های پیست و سایر حاضرین در مسابقات که در نتیجهٔ این حوادث کشته شده‌اند در اینجا فهرست نشده‌اند. پنجاه و دو راننده بر اثر حوادثی که در طول یک رویداد مسابقات جهانی فدراسیون بین‌المللی اتومبیل‌رانی رخ داده‌اند، یا در حال راندن یک خودروی فرمول یک در رویدادی خارج از مسابقات جهانی، کشته شده‌اند، که نخستین آن‌ها کامرون ارل در سال ۱۹۵۲ بوده‌است. سی و دو نفر از این رانندگان بر اثر حادثه‌ای در یک گراند پری آخر هفته، که بخشی از مسابقات جهانی بوده، هفت نفر از آن‌ها در مراحل آزمایشی و دوازده نفر از آن‌ها در رویدادهای غیر قهرمانی فرمول یک کشته شده‌اند. پیست اتومبیل‌رانی ایندیاناپلیس بیشترین تعداد تلفات را به خود اختصاص داده‌است؛ در دورانی که مسابقات ایندیاناپلیس ۵۰۰ بخشی از مسابقات قهرمانی جهان بود، هفت راننده در این پیست کشته شدند. پانزده راننده در دههٔ ۱۹۵۰، چهارده راننده در دههٔ ۱۹۶۰، دوازده نفر در دههٔ ۱۹۷۰، چهار نفر در دههٔ ۱۹۸۰، و دو راننده در دههٔ ۱۹۹۰ جان خود را از دست دادند. پس از مرگ آیرتون سنا و رولند راتزنبرگر در روزهای متوالی در فصل ۱۹۹۴، و تا پیش از مرگ ژول بیانچی در سال ۲۰۱۵ بر اثر جراحات وارده در جایزه بزرگ ژاپن ۲۰۱۴، برای مدت بیش از ۲۰ سال هیچ راننده‌ای در طول رویدادهای مسابقات قهرمانی جهان کشته نشده‌بود، اگرچه در سال‌های میان این دو حادثه، سه رانندهٔ دیگر نیز در حال رانندگی با خودروهای سابق فرمول یک (دو خودرو از دههٔ ۱۹۶۰، و یک خودرو از دههٔ ۱۹۹۰) در مسابقات خودروهای قدیمی و سایر رویدادهایی غیر مرتبط با مسابقات گراند پری قهرمانی جهان کشته شدند.
دو نفر از قهرمانان فرمول یک در حال مسابقه‌دادن یا تمرین برای مسابقه کشته شده‌اند: جوهن رایندت در سال ۱۹۷۰، و آیرتون سنا در سال ۱۹۹۴. رایندت تنها راننده‌ای است که پس از مرگ برندهٔ مقام قهرمانی شده‌است.

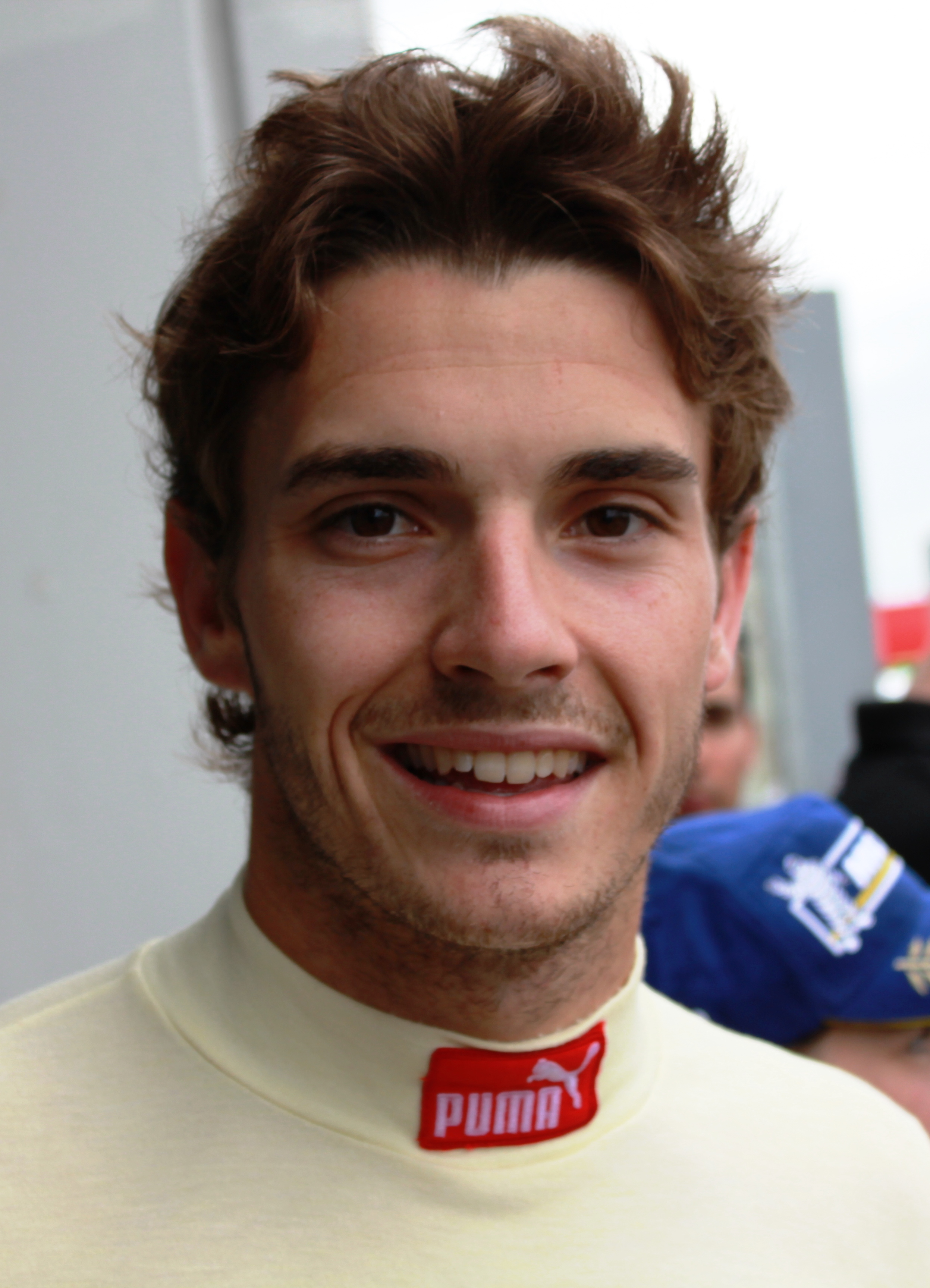
ژول بیانچی یکی از آخرین رانندگانی است که اخیراً در یک مسابقهٔ گراند پری به‌شدت مجروح شده‌است. او نه ماه پس از وارد شدن صدمات جدی به سرش در جایزه بزرگ ژاپن ۲۰۱۴، در ژوئیه ۲۰۱۵ درگذشت.

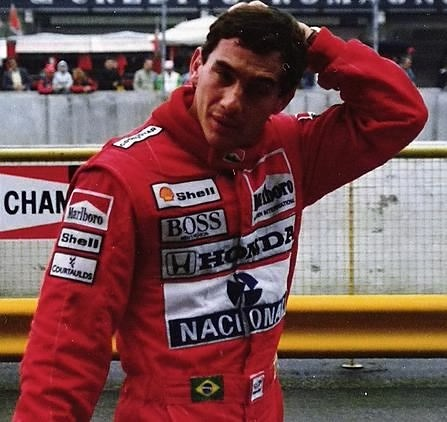
آیرتون سنا، قهرمان سه‌بارهٔ مسابقات جهانی فرمول یک، در سال ۱۹۹۴ در پیست ایمولا دچار یک حادثهٔ مرگبار شده و کشته‌شد.

## تلفات
| مسابقه یا آزمونی که بخشی از مسابقات قهرمانی فرمول یک جهان نبوده‌است | نشانگر مسابقه یا آزمونی است که به‌عنوان بخشی از مسابقات جهانی فرمول یک محسوب نمی‌شده‌است. |

| راننده                         | تاریخ تصادف     | رویداد                               | پیست                             | خودرو             | مرحله    | منبع(ها).     |
| ------------------------------ | --------------- | ------------------------------------ | -------------------------------- | ----------------- | -------- | ------------- |
| کامرون ارل (بریتانیا)          | ۱۸ ژوئن ۱۹۵۲    | آزمون                                | میرا                             | ئی‌آرای            | آزمون    | [ ۶ ]         |
| چت میلر (ایالات متحده)         | ۱۵ مهٔ ۱۹۵۳      | ایندیاناپلیس ۵۰۰                     | پیست اتومبیل‌رانی ایندیاناپلیس    | کرتیس کرافت       | تمرین    | [ ۸ ]         |
| شارل دی تورناکو (بلژیک)        | ۱۸ سپتامبر ۱۹۵۳ | گراند پری مودنا                      | پیست اتومبیل‌رانی مودنا           | فراری تیپو ۵۰۰    | تمرین    | [ ۹ ]         |
| آنوفره ماریمون (آرژانتین)      | ۳۱ ژوئیه ۱۹۵۴   | جایزه آلمان                          | نوربورگ‌رینگ                      | مازراتی ۲۵۰اف     | تمرین    | [ ۸ ]         |
| ماریو البورگتی (ایتالیا)       | ۱۱ آوریل ۱۹۵۵   | گراند پری پو                         | پیست پو                          | مازراتی ۴سی‌ال‌تی   | مسابقه   | [ ۱۰ ]        |
| مانی آیولو (ایالات متحده)      | ۱۶ مهٔ ۱۹۵۵      | ایندیاناپلیس ۵۰۰                     | پیست اتومبیل‌رانی ایندیاناپلیس    | کرتیس کرافت       | تمرین    | [ ۸ ]         |
| بیل ووکوویچ (ایالات متحده)     | ۳۰ مهٔ ۱۹۵۵      | ایندیاناپلیس ۵۰۰                     | پیست اتومبیل‌رانی ایندیاناپلیس    | کرتیس کرافت       | مسابقه   | [ ۸ ]         |
| یوجینیو کستلوتی (ایتالیا)      | ۱۴ مارس ۱۹۵۷    | آزمون                                | پیست اتومبیل‌رانی مودنا           | فراری ۸۰۱         | آزمون    | [ ۱۲ ]        |
| کیث اندروز (ایالات متحده)      | ۱۵ مهٔ ۱۹۵۷      | ایندیاناپلیس ۵۰۰                     | پیست اتومبیل‌رانی ایندیاناپلیس    | کرتیس کرافت       | تمرین    | [ ۸ ]         |
| پت اوکانر (ایالات متحده)       | ۳۰ مهٔ ۱۹۵۸      | ایندیاناپلیس ۵۰۰                     | پیست اتومبیل‌رانی ایندیاناپلیس    | کرتیس کرافت       | مسابقه   | [ ۸ ]         |
| لوییجی موسو (ایتالیا)          | ۶ ژوئیه ۱۹۵۸    | گراند پری فرانسه                     | رنس-گو                           | فراری ۲۴۶ اف۱     | مسابقه   | [ ۸ ]         |
| پیتر کالینز (بریتانیا)         | ۳ اوت ۱۹۵۸      | جایزه بزرگ آلمان                     | نوربورگ‌رینگ                      | فراری ۲۴۶ اف۱     | مسابقه   | [ ۱۳ ]        |
| استوارت لوییس-اوانز (بریتانیا) | ۱۹ اکتبر ۱۹۵۸   | جایزه بزرگ مراکش                     | پیست عین-دیاب                    | ون‌وال             | مسابقه   | [ ۸ ]         |
| جری آنسر جونیور (ایالات متحده) | ۲ مهٔ ۱۹۵۹       | ایندیاناپلیس ۵۰۰                     | پیست اتومبیل‌رانی ایندیاناپلیس    | کوزما             | تمرین    | [ ۸ ]         |
| باب کورتنر (ایالات متحده)      | ۱۹ مهٔ ۱۹۵۹      | ایندیاناپلیس ۵۰۰                     | پیست اتومبیل‌رانی ایندیاناپلیس    | کورنیس            | تمرین    | [ ۸ ]         |
| هری شل (ایالات متحده)          | ۱۳ مهٔ ۱۹۶۰      | جام بین‌المللی بی‌آردی‌سی               | پیست سیلورستون                   | کوپر تی۵۱         | تمرین    | [ ۸ ]         |
| کریس بریستو (بریتانیا)         | ۱۹ ژوئن ۱۹۶۰    | جایزه بزرگ بلژیک بلژیک               | پیست اسپا-فرانکورشان             | کوپر تی۵۱         | مسابقه   | [ ۸ ]         |
| آلن استیسی (بریتانیا)          | ۱۹ ژوئن ۱۹۶۰    | جایزه بزرگ بلژیک بلژیک               | پیست اسپا-فرانکورشان             | لوتوس ۱۸          | مسابقه   | [ ۸ ]         |
| شین سامرز (بریتانیا)           | ۱ ژوئن ۱۹۶۱     | جام سیلور سیتی                       | برندز هچ                         | کوپر              | تمرین    | [ ۱۴ ]        |
| جولیو کابیانکا (ایتالیا)       | ۱۵ ژوئن ۱۹۶۱    | آزمون                                | پیست اتومبیل‌رانی مودنا           | کوپر تی۵۱         | آزمون    | [ ۱۵ ]        |
| ولفگانگ فون تریپس (آلمان)      | ۱۰ سپتامبر ۱۹۶۱ | جایزه بزرگ ایتالیا                   | پیست ناتزیوناله مونتزا           | فراری ۱۵۶ اف۱     | مسابقه   | [ ۱۷ ]        |
| ریکاردو رودریگز (مکزیک)        | ۱ نوامبر ۱۹۶۲   | گراند پری مکزیک                      | پیست هرمانوس رودریگز             | لوتوس ۲۴          | تمرین    | [ ۱۸ ]        |
| گری هاکینگ (رودزیا و نیاسالند) | ۲۱ دسامبر ۱۹۶۲  | گراند پری ناتال                      | پیست وست‌مید                      | لوتوس ۲۴          | تمرین    | [ ۸ ]         |
| کارل گودین دی بوفورت (هلند)    | ۱ اوت ۱۹۶۴      | جایزه بزرگ آلمان                     | نوربورگ‌رینگ                      | پورشه ۷۱۸         | تمرین    | [ ۸ ]         |
| جان تیلور (بریتانیا)           | ۷ اوت ۱۹۶۶      | جایزه بزرگ آلمان                     | نوربورگ‌رینگ                      | برابام            | مسابقه   | [ ۲۰ ]        |
| بورنزو باندینی (ایتالیا)       | ۷ مهٔ ۱۹۶۷       | جایزه بزرگ موناکو                    | پیست موناکو                      | فراری ۳۱۲         | مسابقه   | [ ۲۱ ]        |
| باب اندرسون (بریتانیا)         | ۱۴ اوت ۱۹۶۷     | آزمون                                | پیست سیلورستون                   | برابام            | آزمون    | [ ۲۲ ]        |
| یو اشلسر (فرانسه)              | ۷ ژوئیه ۱۹۶۸    | گراند پری فرانسه                     | قوایه-لیس-سارتس                  | هوندا آرای۳۰۲     | مسابقه   | [ ۲۳ ]        |
| جرارد میتر (آلمان)             | ۱ اوت ۱۹۶۹      | جایزه بزرگ آلمان                     | نوربورگ‌رینگ                      | ب‌ام‌و              | تمرین    | [ ۸ ]         |
| مارتین برین (بریتانیا)         | ۲۵ مهٔ ۱۹۷۰      | همایش کلوپ خودروهای اسپورت ناتینگهام | پیست سیلورستون                   | کوپر              | مسابقه   | [ ۲۴ ] [ ۲۵ ] |
| پیرس کارج (بریتانیا)           | ۲۱ ژوئن ۱۹۷۰    | جایزه بزرگ هلند                      | پیست پارک زاندفورت               | دتوماسو           | مسابقه   | [ ۲۶ ]        |
| جوهن رایندت (اتریش)            | ۵ سپتامبر ۱۹۷۰  | جایزه بزرگ ایتالیا                   | پیست ناتزیوناله مونتزا           | لوتوس ۷۲          | تعیین خط | [ ۵ ]         |
| جو سیفرت (سوئیس)               | ۲۴ اکتبر ۱۹۷۱   | مسابقه پیروزی قهرمانی جهان           | برندز هچ                         | بی‌آرام پی۱۶۰      | مسابقه   | [ ۲۷ ]        |
| راجر ویلیامسن (بریتانیا)       | ۲۹ ژوئیه ۱۹۷۳   | جایزه بزرگ هلند                      | پیست پارک زاندفورت               | مارچ              | مسابقه   | [ ۸ ]         |
| فرانسوا سورت (فرانسه)          | ۶ اکتبر ۱۹۷۳    | جایزه بزرگ ایالات متحده              | واتکینز گلن                      | تایرل             | تعیین خط | [ ۲۸ ]        |
| پیتر روسون (ایالات متحده)      | ۲۲ مارس ۱۹۷۴    | آزمون                                | کیالامی                          | شدو دی‌ان۳         | آزمون    | [ ۲۹ ]        |
| هلموت کوینیگ (اتریش)           | ۶ اکتبر ۱۹۷۴    | جایزه بزرگ ایالات متحده              | واتکینز گلن                      | سرتیز             | مسابقه   | [ ۳۰ ]        |
| مارک دونوهو (ایالات متحده)     | ۱۷ اوت ۱۹۷۵     | جایزه بزرگ اتریش                     | آسترایش‌رینگ                      | مارچ              | تمرین    | [ ۸ ]         |
| تام پرایس (بریتانیا)           | ۵ مارس ۱۹۷۷     | جایزه بزرگ آفریقای جنوبی             | کیالامی                          | شدو دی‌ان۸         | مسابقه   | [ ۳۲ ]        |
| برایان مک‌گوایر (استرالیا)      | ۲۹ اوت ۱۹۷۷     | راند ۱۱ سری بین‌المللی شل‌اسپورت       | برندز هچ                         | مک‌گوایر بی‌ام۱     | تمرین    | [ ۳۳ ]        |
| رونی پیترسن (سوئد)             | ۱۰ سپتامبر ۱۹۷۸ | جایزه بزرگ ایتالیا                   | پیست ناتزوناله مونتزا            | لوتوس ۷۸          | مسابقه   | [ ۳۵ ]        |
| پاتریک دیپلر (فرانسه)          | ۱ اوت ۱۹۸۰      | آزمون                                | هوکنهایمرینگ                     | آلفا رومئو ۱۷۹    | آزمون    | [ ۳۶ ]        |
| ژیل ویلنوو (کانادا)            | ۸ مهٔ ۱۹۸۲       | جایزه بزرگ بلژیک                     | پیست زولده                       | فراری ۱۲۶سی       | تعیین خط | [ ۳۷ ]        |
| ریکاردو پالیتی (ایتالیا)       | ۱۳ ژوئن ۱۹۸۲    | جایزه بزرگ کانادا                    | پیست ژیل ویلنوو                  | اوسلا             | مسابقه   | [ ۸ ]         |
| الیو دو آنجلیس (ایتالیا)       | ۱۴ مهٔ ۱۹۸۶      | آزمون                                | پیست پل ریکارد                   | برابام بی‌تی۵۵     | آزمون    | [ ۳۹ ]        |
| رولند راتزنبرگر (اتریش)        | ۳۰ آوریل ۱۹۹۴   | گراند پری سان مارینو                 | پیست اتومبیل‌رانی انزو دینو فراری | سیمتک اس۹۴۱       | تعیین خط | [ ۴۰ ]        |
| آیرتون سنا (برزیل)             | ۱ مهٔ ۱۹۹۴       | گراند پری سان مارینو                 | پیست اتومبیل‌رانی انزو دینو فراری | ویلیامز اف‌دبلیو۱۶ | مسابقه   | [ ۴۰ ]        |
| جان داوسون-دیمر (بریتانیا)     | ۲۴ ژوئن ۲۰۰۰    | فستیوال سرعت گودوود                  | تپه‌نوردی گودوود                  | لوتوس ۶۳          | مسابقه   | [ ۲ ]         |
| فلیتز گلتز (اتریش)             | ۱۴ ژوئیه ۲۰۰۲   | سوپرپریکس چک                         | پیست موست                        | فوت‌وورک اف‌ای۱۷    | مسابقه   | [ ۳ ] [ ۴۲ ]  |
| دنیس ولش (بریتانیا)            | ۲۷ ژوئیه ۲۰۱۴   | جام یادبود جک برابام                 | پیست سیلورستون                   | لوتوس ۱۸          | مسابقه   | [ ۴ ]         |
| ژول بیانچی (فرانسه)            | ۵ اکتبر ۲۰۱۴    | جایزه بزرگ ژاپن                      | پیست سوزوکا                      | ماراشا ام‌آر۰۳     | مسابقه   | [ ۱ ]         |
| دیوید فرر (فرانسه)             | ۲ سپتامبر ۲۰۱۷  | گراند پری تاریخی                     | پیست پارک زاندفورت               | مارچ ۷۰۱          | مسابقه   | [ ۴۳ ]        |

### بر پایه ملیت
| ملیت                       | مجموع | نخستین | آخرین |
| -------------------------- | ----- | ------ | ----- |
| بریتانیا                   | ۱۴    | ۱۹۵۲   | ۲۰۱۴  |
| ایالات متحده آمریکا        | ۱۰    | ۱۹۵۳   | ۱۹۷۵  |
| ایتالیا                    | ۷     | ۱۹۶۶   | ۱۹۸۶  |
| فرانسه                     | ۵     | ۱۹۶۸   | ۲۰۱۷  |
| اتریش                      | ۴     | ۱۹۷۰   | ۲۰۰۲  |
| آلمان                      | ۲     | ۱۹۶۱   | ۱۹۶۹  |
| آرژانتین                   | ۱     | ۱۹۵۴   | ۱۹۵۴  |
| استرالیا                   | ۱     | ۱۹۷۷   | ۱۹۷۷  |
| بلژیک                      | ۱     | ۱۹۵۳   | ۱۹۵۳  |
| برزیل                      | ۱     | ۱۹۹۴   | ۱۹۹۴  |
| کانادا                     | ۱     | ۱۹۸۲   | ۱۹۸۲  |
| مکزیک                      | ۱     | ۱۹۶۲   | ۱۹۶۲  |
| هلند                       | ۱     | ۱۹۶۴   | ۱۹۶۴  |
| فدراسیون رودزیا و نیاسالند | ۱     | ۱۹۶۲   | ۱۹۶۲  |
| سوئد                       | ۱     | ۱۹۷۸   | ۱۹۷۸  |
| سوئیس                      | ۱     | ۱۹۷۱   | ۱۹۷۱  |

### بر پایه پیست
| پیست                          | مجموع | نخستین | آخرین |
| ----------------------------- | ----- | ------ | ----- |
| پیست اتومبیل‌رانی ایندیاناپلیس | ۷     | ۱۹۵۳   | ۱۹۵۹  |
| نوربورگ‌رینگ                   | ۵     | ۱۹۵۴   | ۱۹۶۹  |
| پیست سیلورستون                | ۴     | ۱۹۶۰   | ۲۰۱۴  |
| پیست اتومبیل‌رانی مودنا        | ۳     | ۱۹۵۳   | ۱۹۶۱  |
| برندز هچ                      | ۳     | ۱۹۶۱   | ۱۹۷۷  |
| پیست ناتزیوناله مونتزا        | ۳     | ۱۹۶۱   | ۱۹۷۸  |
| پیست پارک زاندفورت            | ۳     | ۱۹۷۰   | ۲۰۱۷  |
| پیست اسپا-فرانکورشان          | ۲     | ۱۹۶۰   | ۱۹۶۰  |
| واتکینز گلن                   | ۲     | ۱۹۷۳   | ۱۹۷۴  |
| کیالامی                       | ۲     | ۱۹۷۴   | ۱۹۷۷  |
| پیست انزو دینو فراری          | ۲     | ۱۹۹۴   | ۱۹۹۴  |
| میرا                          | ۱     | ۱۹۵۲   | ۱۹۵۲  |
| پیست پو                       | ۱     | ۱۹۵۵   | ۱۹۵۵  |
| رنس-گو                        | ۱     | ۱۹۵۸   | ۱۹۵۸  |
| پیست عین-دیاب                 | ۱     | ۱۹۵۸   | ۱۹۵۸  |
| پیست هرمانوس رودریگز          | ۱     | ۱۹۶۲   | ۱۹۶۲  |
| پیست وست‌مید                   | ۱     | ۱۹۶۲   | ۱۹۶۲  |
| پیست موناکو                   | ۱     | ۱۹۶۷   | ۱۹۶۷  |
| قوایه-لیس-سارتس               | ۱     | ۱۹۶۸   | ۱۹۶۸  |
| آستراش‌رینگ                    | ۱     | ۱۹۷۵   | ۱۹۷۵  |
| هوکنهایمرینگ                  | ۱     | ۱۹۸۰   | ۱۹۸۰  |
| پیست زولده                    | ۱     | ۱۹۸۲   | ۱۹۸۲  |
| پیست ژیل ویلنوو               | ۱     | ۱۹۸۲   | ۱۹۸۲  |
| پیست پل ریکارد                | ۱     | ۱۹۸۶   | ۱۹۸۶  |
| تپه‌نوردی گودوود               | ۱     | ۲۰۰۰   | ۲۰۰۰  |
| پیست موست                     | ۱     | ۲۰۰۲   | ۲۰۰۲  |
| پیست سوزوکا                   | ۱     | ۲۰۱۴   | ۲۰۱۴  |